# Libingen
Libingen ist eine Ortschaft in der Gemeinde Mosnang im Toggenburg in der Ostschweiz mit rund 300 Einwohnern. Das Dorf liegt in einem westlichen Quertal zur Thur auf einer Terrasse über dem Dietfurterbach.
Libingen hat eine eigene katholische Kirchgemeinde, eine Primarschule und eine Dorfkorporation für die Versorgung von Wasser und Kabelfernsehen. Das Dorf ist Endpunkt der Postautolinie aus Bütschwil–Mosnang und Ausgangspunkt für Wanderungen in Richtung Chrüzegg, Schnebelhorn und Hulftegg. Im kleinen Dörfchen wird ein reges Vereinsleben geführt. Allen voran prägt die Musikgesellschaft Libingen das Dorfleben.

## Geschichte

Luftbild von Walter Mittelholzer aus dem Jahr 1927

Der Ort wurde 1416 als Libingen erstmals urkundlich erwähnt. Die Grafen von Toggenburg und die Abtei St. Gallen teilten sich die Vogtei Libingen, die erst 1552 in den Vollbesitz der Abtei kam. Libingen wurde dem Gericht Bazenheid zugewiesen und 1803 der politischen Gemeinde Mosnang zugeteilt. 1840 scheiterte der Versuch, sich von ihr zu trennen. 1751 erfolgte auf Anregung des Priesters Joseph Helg die Loslösung von der katholischen Pfarrei Mosnang und die Errichtung einer eigenen Pfarrei sowie der Bau der barocken, 1769 vollendeten St.-Gallus-Kirche. An diese baute Helg ein Frauenkloster an, in dem ab 1754 eine Schwesterngemeinschaft die Ewige Anbetung pflegte. Der St. Galler Fürstabt Cölestin Gugger genehmigte die Klostergründung erst 1760 und sandte zwei Benediktinerinnen aus dem St. Galler Kloster St. Georgen nach Libingen. 1781 verlegte Fürstabt Beda Angehrn das Kloster nach Glattburg. 1754 wurde in Libingen eine Freischule gegründet.
| Jahr      | 1827 | 2000 |
| Einwohner | 667  | 372  |

1880 bis 1899 wurde Tuffstein aus dem Steinbruch Engelschwand unter der Chrüzegg für sakrale und profane Bauten, z. B. für das Landesmuseum Zürich, verwendet. 1865 wurde in Libingen die erste Ziegenzuchtgenossenschaft der Schweiz gegründet. Von 1965 bis 1979 befand sich ein Glockenspiel mit 59 Glocken im Weiler Hofen.

## Sehenswürdigkeiten
Wahrzeichen ist die barocke, im Jahr 1769 vollendete Galluskirche, in der Benediktinerinnen die Ewige Anbetung pflegten. Die Lourdesgrotte wurde 1887 durch Kräuterpfarrer Johann Künzle erbaut.

## Persönlichkeiten
Die Politikerin Pia Hollenstein wurde am 13. September 1950 in Libingen geboren.

## Bilder

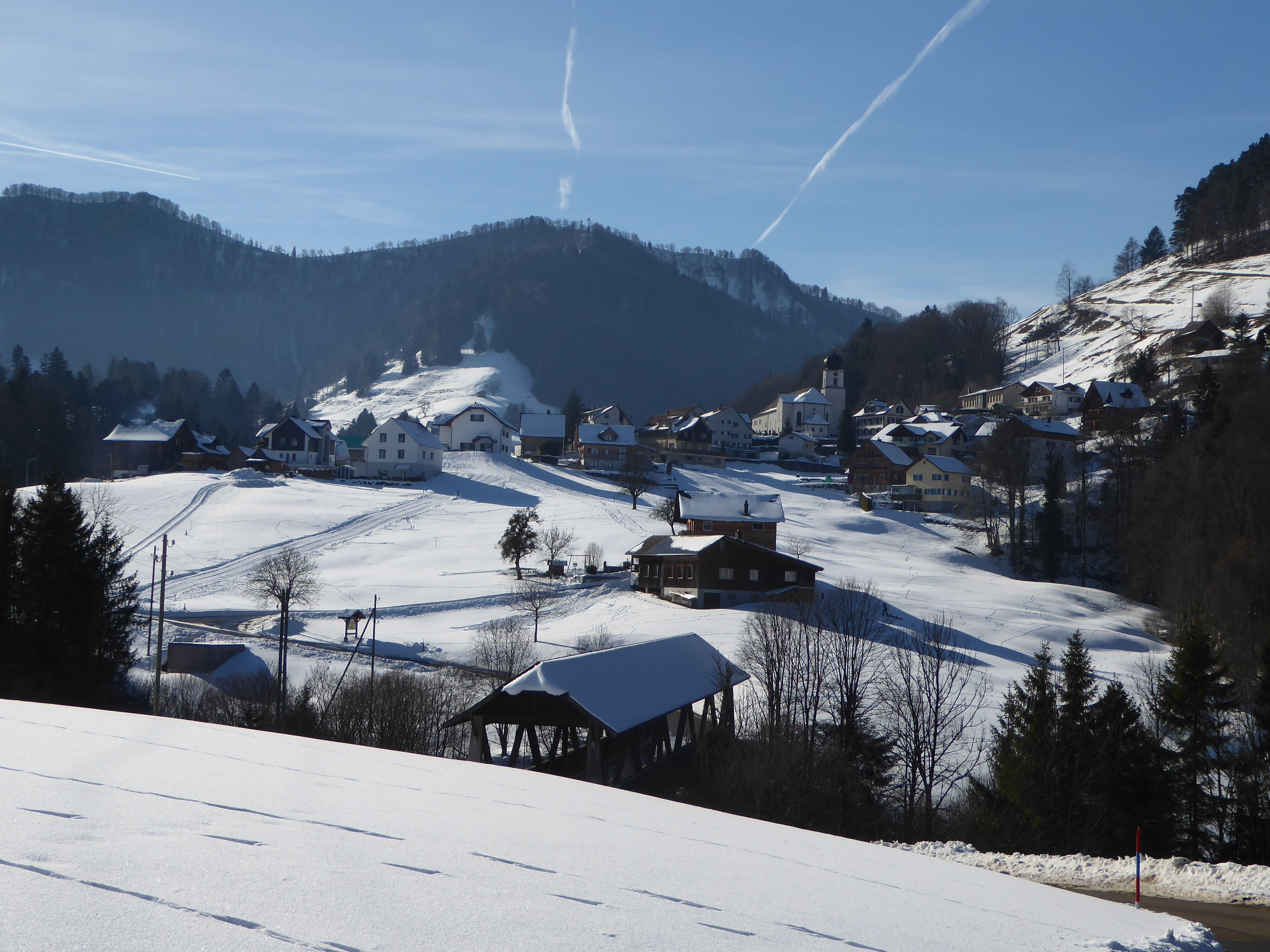
Blick auf Libingen von Entschwil
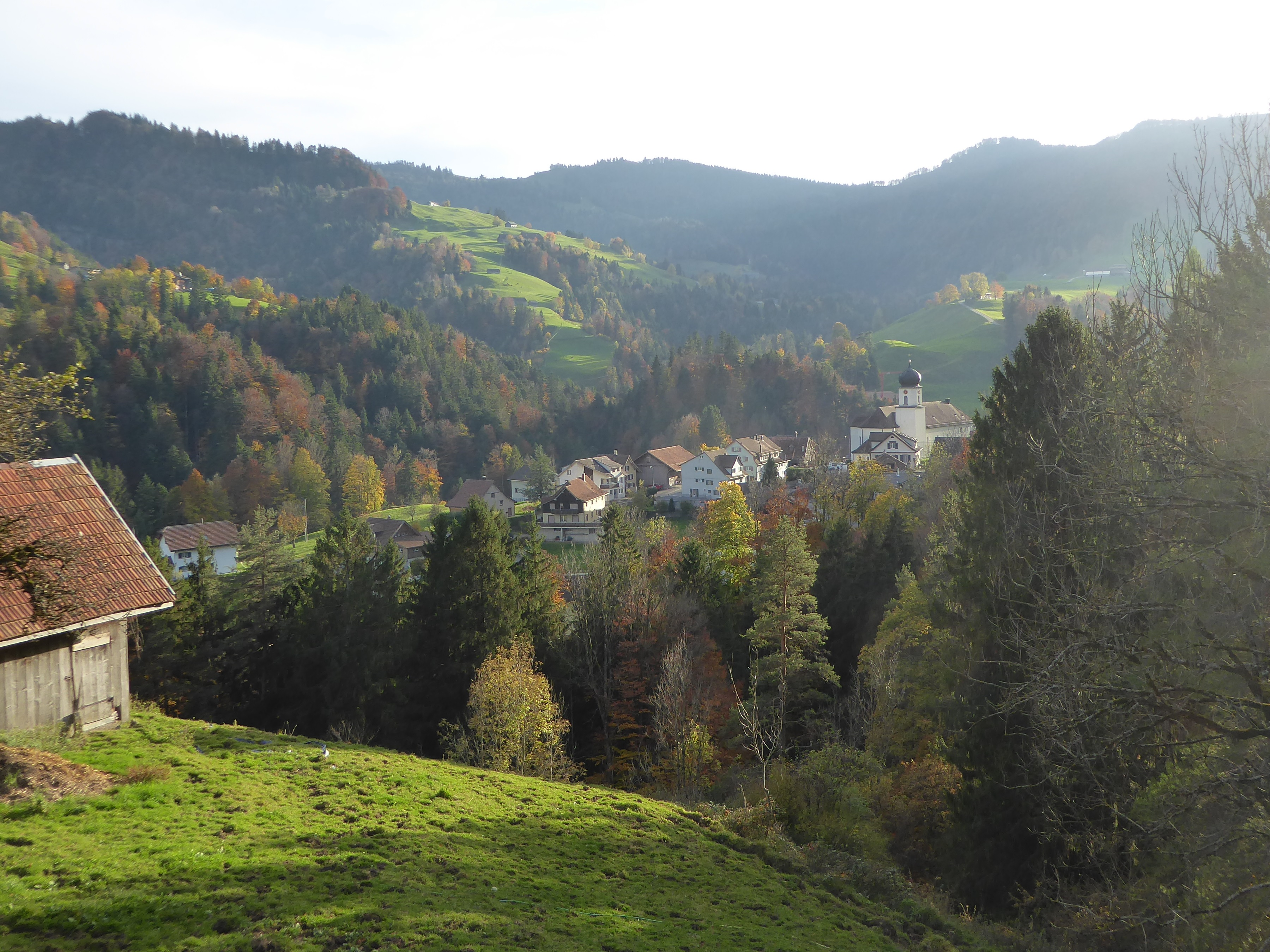
Libingen im Herbst
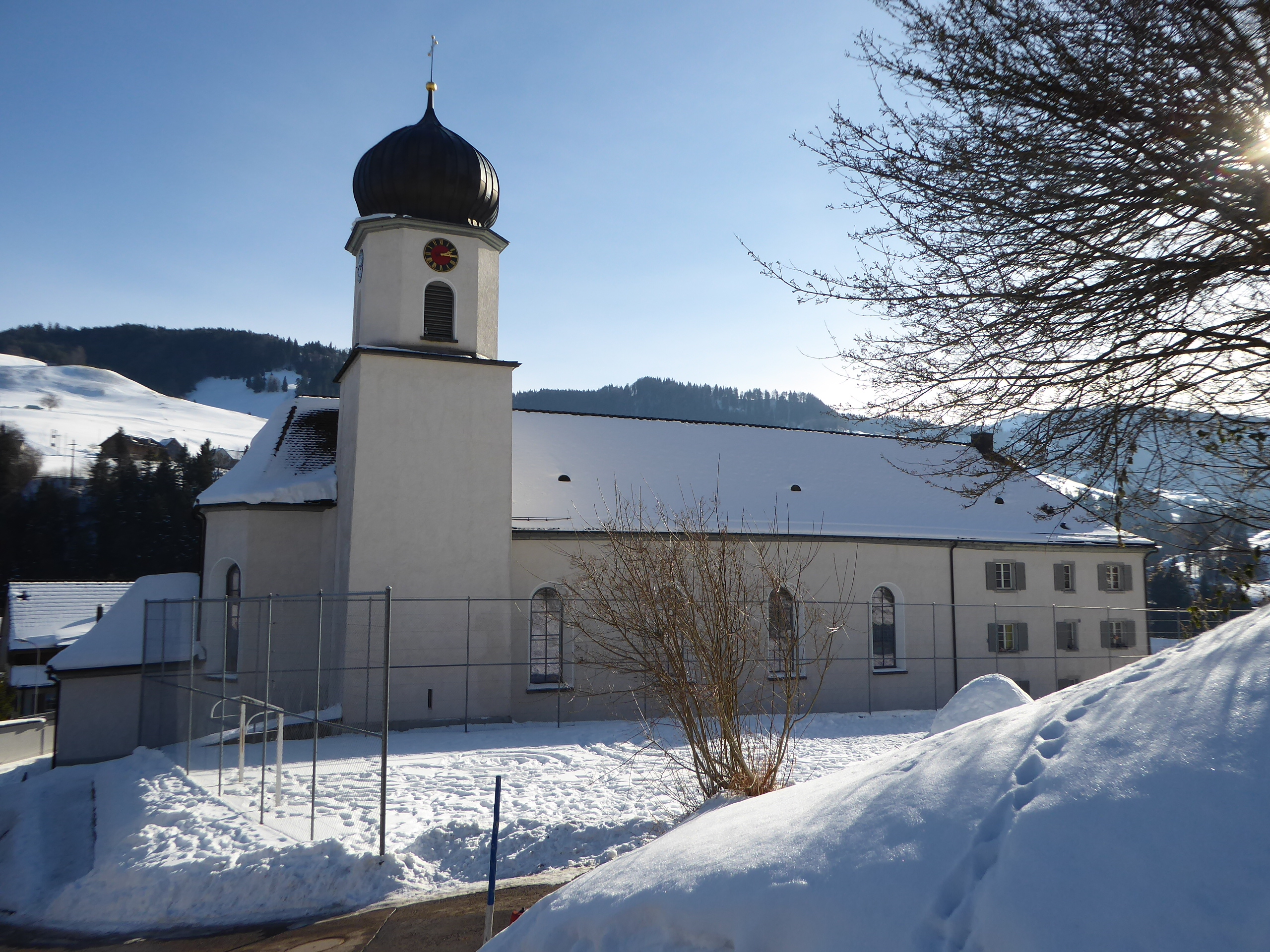
Galluskirche Libingen Die vielen Fenster im Gebäudeteil rechts weisen auf die frühere Funktion als Kloster hin.
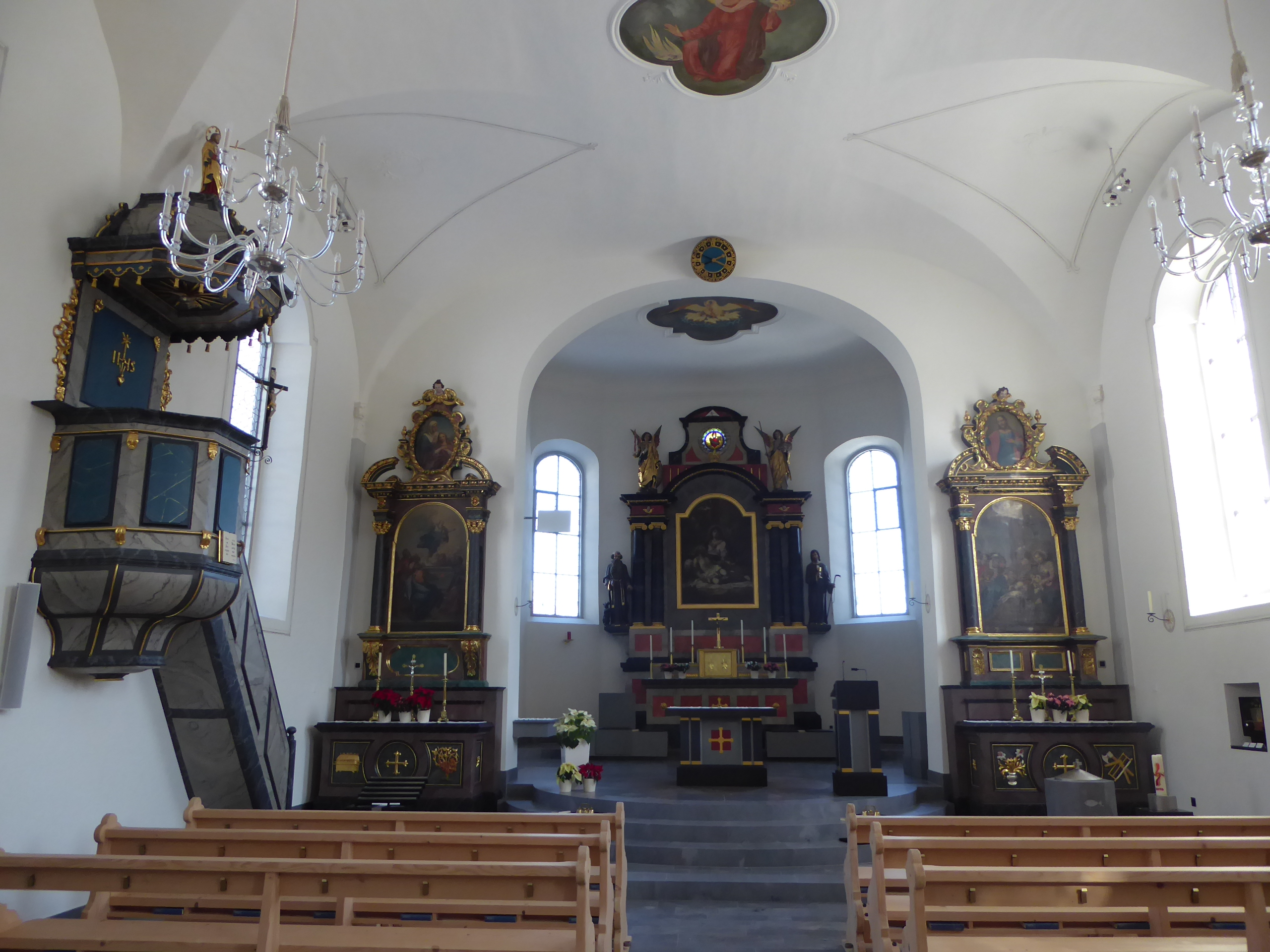
Innenraum der Galluskirche
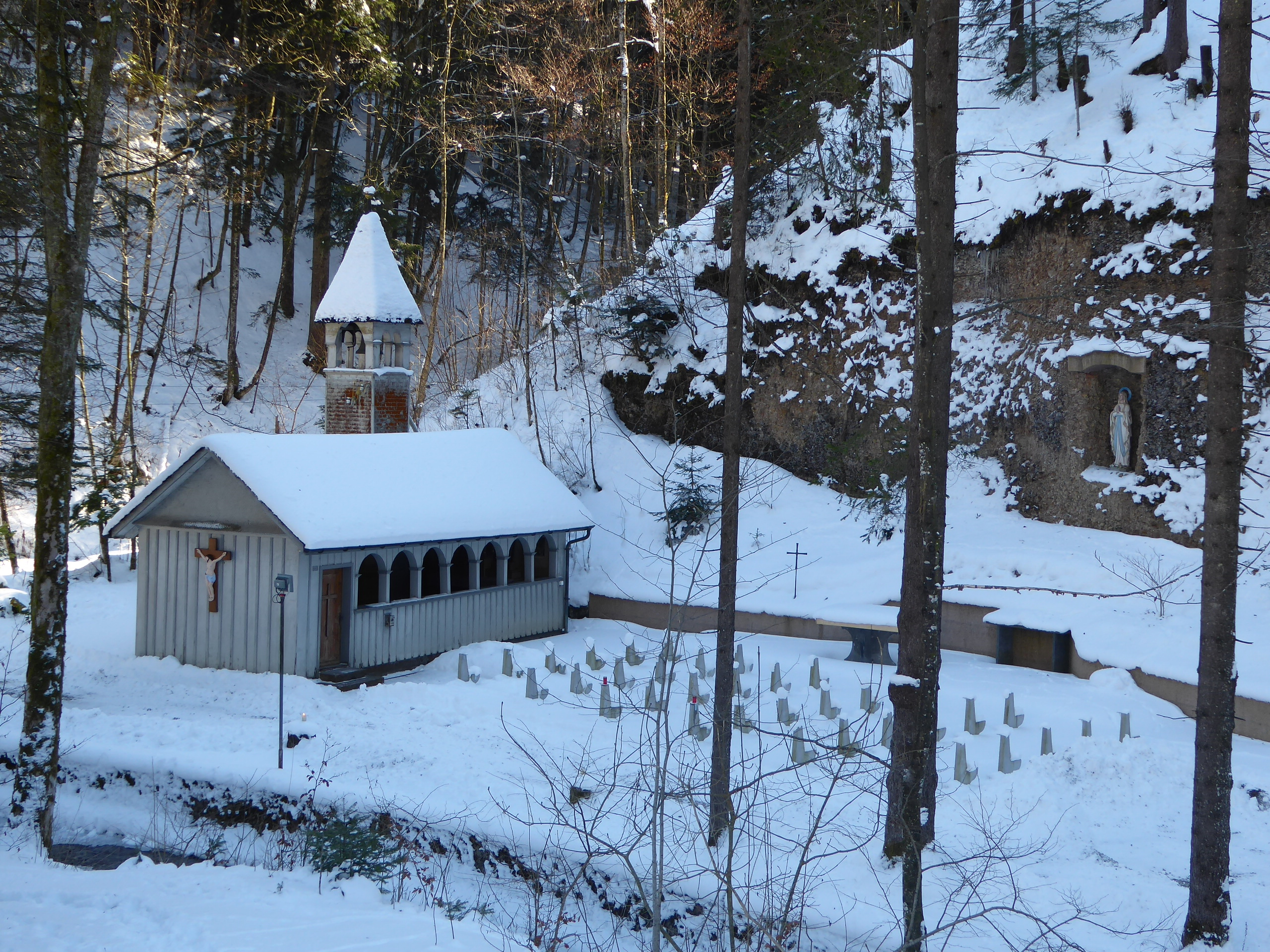
Lourdesgrotte
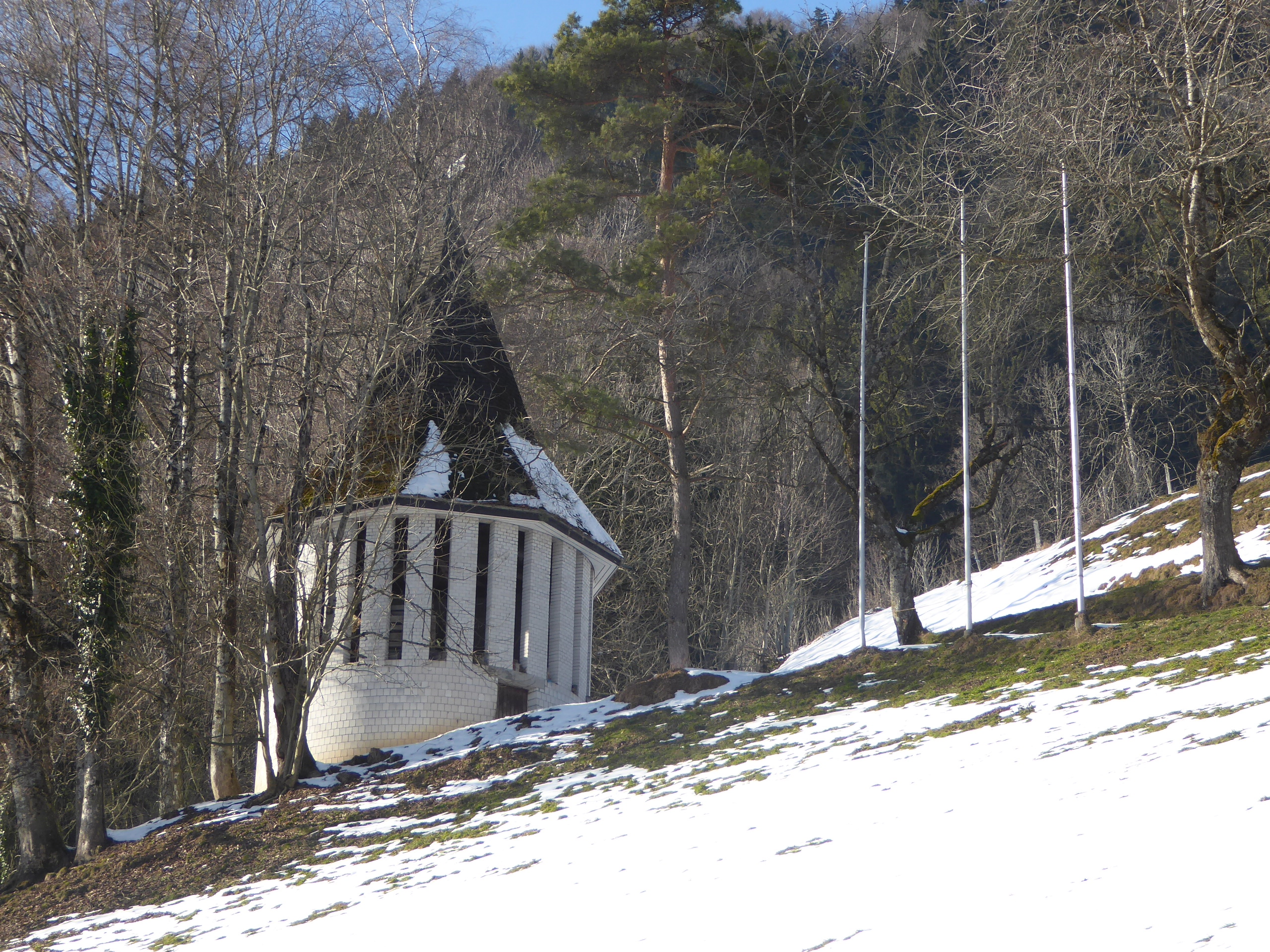
Glockenspiel Das Gebäude wird heute als Lagerraum benutzt.